# شارل کولینیون
شارل کولینیون (انگلیسی: Charles Collignon؛ زادهٔ ۷ سپتامبر ۱۸۷۷) شمشیرباز اهل فرانسه است.